# باروير سيفاك
باروير غازاريان يعرف عمومًا بـباروير سيفاك (24 يناير 1924 - 17 يونيو 1971) شاعر ومترجم وناقد أدبي أرمني.

## سيرته
ولد باروير غازاريان في قرية تشانختشي في زانقاكاتون (أرارات) في جمهورية أرمينيا الاشتراكية السوفيتية يوم 24 يناير 1924 . درس الأدب الأرمني القديم في جامعة يروان ثم ذهب إلى موسكو فدرس الأدب في جامعة مكسيم جوركي. حصل على درجة الدكتوراه في فلسفة الأدب عن سايات نوفا في عام 1970.

توفي في حادثة سيارة في يوم 17 يونيو 1971 بينما كان في طريق العودة إلى يريفان ودفن في مسقط رأسه.

## شعره
اشتهر في أواخر الخمسينيات لكتابته قصيدة طويلة بعنوان برج أجراس لا يمكن إسكاته وهي عن حياة الموسيقار الأرمني كوميتاس. تأثر من الشاعر الأرمني الغربي روبن سيفاك، فاعتمد اسمه كاسم قلمه.

يعد نموذجًا غريبًا لمثقف عاش في حكم شمولي. فقد دخل الحزب الشيوعي ولكنه في شعره كان يثور ضد «الآلهة المزيفة» ووطنيته الشديدة كانت تتعارض مع فكرة الشمولية. 

وهو شاعر الحداثة، فصوره الشعرية مستمدة من أدوات وتقنيات العصر العلمي الحديث، «ولذلك قد لا تبدو شعرية من منظور المألوف، ولكنه يستخدمها لتوصيل فكرته إلى القارئ.»